# Harry Segall
 Harry Segall (ur. 10 kwietnia 1892 w Chicago, zm. 25 listopada 1975 Los Angeles) – amerykański scenarzysta filmowy. Laureat Oscara za najlepsze oryginalne materiały do scenariusza filmu Awantura w zaświatach (1942).